# Bockarten
Bockarten ist ein Weiler und zugleich Ortsteil der kreisfreien Stadt Kempten (Allgäu). Bockarten gehörte bis 1972 zur Gemeinde Sankt Mang, die in diesem Jahr Kempten wiederangefügt wurde. Der Weiler hat seinen Namen vom Hofeigentümer. Früher hieß der Hof auch Giselmars.

## Geschichte
1247 wurde der heutige Ort als „Giselmars“ bei Verhandlungen über Besitzrechte eines Waldstückes erwähnt. Giselmars gehörte zur Burg Waggeg. Eine dem heutigen Namen ähnelnde Erwähnung fand 1451 statt, als ein Haintz Bokhart einen Gutshof zu „Gyselmarß“ besaß. 1469 wurde Bockharten an einen Ritter namens Kaspar von Laubenberg veräußert. Der Memminger Vertrag wurde im Jahr 1526 von Hans und Paul Bockharts mitunterzeichnet. 1584 gelangte Bockharten durch Verkauf an das Stift Kempten.
Im Jahr 1819 wurden vier Anwesen mit 20 Bewohnern gezählt. Bockharts gehörte damals zur Hauptmannschaft Lenzfried. 1900 erhöhte sich die Einwohnerzahl um zwei. 1954 hatte der Weiler 24 Einwohner.